# Hyphoderma obtusum
Hyphoderma obtusum ist eine Ständerpilzart aus der Familie der Fältlingsverwandten (Meruliaceae). Sie bildet teppichartige, membranöse Fruchtkörper von weißlicher Farbe aus und wächst auf Totholz von Nadelbäumen. Die Art ist in weiten Teilen West- und Südeuropas verbreitet.

## Merkmale

### Makroskopische Merkmale
Hyphoderma obtusum besitzt für die Gattung Hyphoderma typische, resupinate, membranös-wachsartige Fruchtkörper. Sie sind weißlich bis cremefarben oder graurosa. Ihr Hymenium ist unter dem bloßen Auge glatt (kann aber unter der Lupe Poren aufweisen), der Rand ist nicht klar konturiert.

### Mikroskopische Merkmale
Wie bei allen Hyphoderma-Arten ist die Hyphenstruktur von Hyphoderma obtusum monomitisch, weist also nur generative Hyphen auf. Die 3–4 µm breiten Hyphen sind hyalin, dünnwandig und stark verwoben, die Septen weisen stets Schnallen auf. Die Zystiden sind zylindrisch und mittig mehr oder weniger tailliert. Sie sind nicht inkrustiert und werden rund 50–80 × 8–10 µm groß. Die Basidien der Art sind keulen- bis annähernd urnenförmig, mittig tailliert, besitzen vier Sterigmata und messen 30–40 × 6–8 µm. An der Basis besitzen sie eine Schnalle. Ihre Sporen sind eiförmig bis ellipsoid, hyalin und dünnwandig. Sie messen 8–10 × 5–6 µm und sind im Gegensatz zum sehr ähnlichen Hyphoderma obtusiforme nicht mit Öltropfen besetzt.

## Verbreitung
Die bekannte Verbreitung der Art umfasst weite Teile des südlichen und westlichen Europas, sie gilt aber überall als selten.

## Ökologie
Hyphoderma obtusum wächst auf Totholz von Nadelbäumen. Wirtsarten sind unter anderem Gemeine Fichte (Picea abies), Schwarzkiefer (Pinus sylvestris) und Europäische Lärche (Larix decidua).